# Rob Reekers
Robert Reekers, detto Rob (Enschede, 7 maggio 1966), è un allenatore di calcio ed ex calciatore olandese, di ruolo difensore.

## Carriera

### Giocatore

#### Club
Reekers, dopo aver passato anni nelle giovanili del KVV Losser, approda in prima squadra nel 1981, ma, dopo appena un anno, passa al Twente, dove gioca per la squadra riserve. Nel 1985 avviene il passaggio allo Schöppingen; nel 1986 si trasferisce al Bochum. Nella squadra tedesca giocherà più di 200 partite in campionato, vincendo la 2. Bundesliga nella stagione 1993-1994. Nel 1995 passa al Gütersloh, dove chiude la carriera nel 2000.

#### Nazionale
Fa il suo esordio in Nazionale olandese il 16 novembre 1988 allo Stadio Olimpico di Roma durante un'amichevole contro l'Italia. Giocherà in totale quattro partite per gli Oranje e, insieme a Jordi Cruyff, Jeffrey Bruma, Jimmy Floyd Hasselbaink, Willi Lippens e Wim Hofkens è uno dei pochi calciatori ad aver giocato per la Nazionale olandese senza aver prima esordito in Eredivisie.

### Allenatore
Dopo il ritiro ha iniziato la carriera di allenatore, che lo ha portato ad allenare il Rot-Weiß Oberhausen, il Gütersloh, il Sus Stadthlon, il Neftçi Baku e l'Augusta.

## Statistiche

### Cronologia presenze e reti in nazionale
| Cronologia completa delle presenze e delle reti in nazionale ― Paesi Bassi | Cronologia completa delle presenze e delle reti in nazionale ― Paesi Bassi | Cronologia completa delle presenze e delle reti in nazionale ― Paesi Bassi | Cronologia completa delle presenze e delle reti in nazionale ― Paesi Bassi | Cronologia completa delle presenze e delle reti in nazionale ― Paesi Bassi | Cronologia completa delle presenze e delle reti in nazionale ― Paesi Bassi | Cronologia completa delle presenze e delle reti in nazionale ― Paesi Bassi | Cronologia completa delle presenze e delle reti in nazionale ― Paesi Bassi |
| Data                                                                       | Città                                                                      | In casa                                                                    | Risultato                                                                  | Ospiti                                                                     | Competizione                                                               | Reti                                                                       | Note                                                                       |
| -------------------------------------------------------------------------- | -------------------------------------------------------------------------- | -------------------------------------------------------------------------- | -------------------------------------------------------------------------- | -------------------------------------------------------------------------- | -------------------------------------------------------------------------- | -------------------------------------------------------------------------- | -------------------------------------------------------------------------- |
| 16-11-1988                                                                 | Roma                                                                       | Italia                                                                     | 1 – 0                                                                      | Paesi Bassi                                                                | Amichevole                                                                 | -                                                                          |                                                                            |
| 4-1-1989                                                                   | Tel Aviv                                                                   | Israele                                                                    | 0 – 2                                                                      | Paesi Bassi                                                                | Amichevole                                                                 | -                                                                          | 81’                                                                        |
| 6-9-1989                                                                   | Amsterdam                                                                  | Paesi Bassi                                                                | 2 – 2                                                                      | Danimarca                                                                  | Amichevole                                                                 | -                                                                          | 63’                                                                        |
| 20-12-1989                                                                 | Rotterdam                                                                  | Paesi Bassi                                                                | 0 – 1                                                                      | Brasile                                                                    | Amichevole                                                                 | -                                                                          |                                                                            |
| Totale                                                                     |                                                                            | Presenze                                                                   | 4                                                                          |                                                                            | Reti                                                                       | 0                                                                          |                                                                            |

## Palmarès
- 2. Bundesliga: 1

Bochum: 1993-1994